# Valérie Lemercier
Valérie Lemercier (n. 9 martie 1964, Dieppe, Haute-Normandie, Franța) este o actriță, scenaristă și cântăreață de origine franceză. Aceasta a fost distinsă de două ori cu Premiul César pentru cea mai bună actriță în rol secundar: în 1994 pentru rolul din Les Visiteurs și în 2007 pentru Fauteuils d'orchestre.